# Baie de Lannion
La baie de Lannion est une baie située au large de l'estuaire du Léguer, en aval de la ville de Lannion et correspondant à une petite partie de la Manche. 

## Description

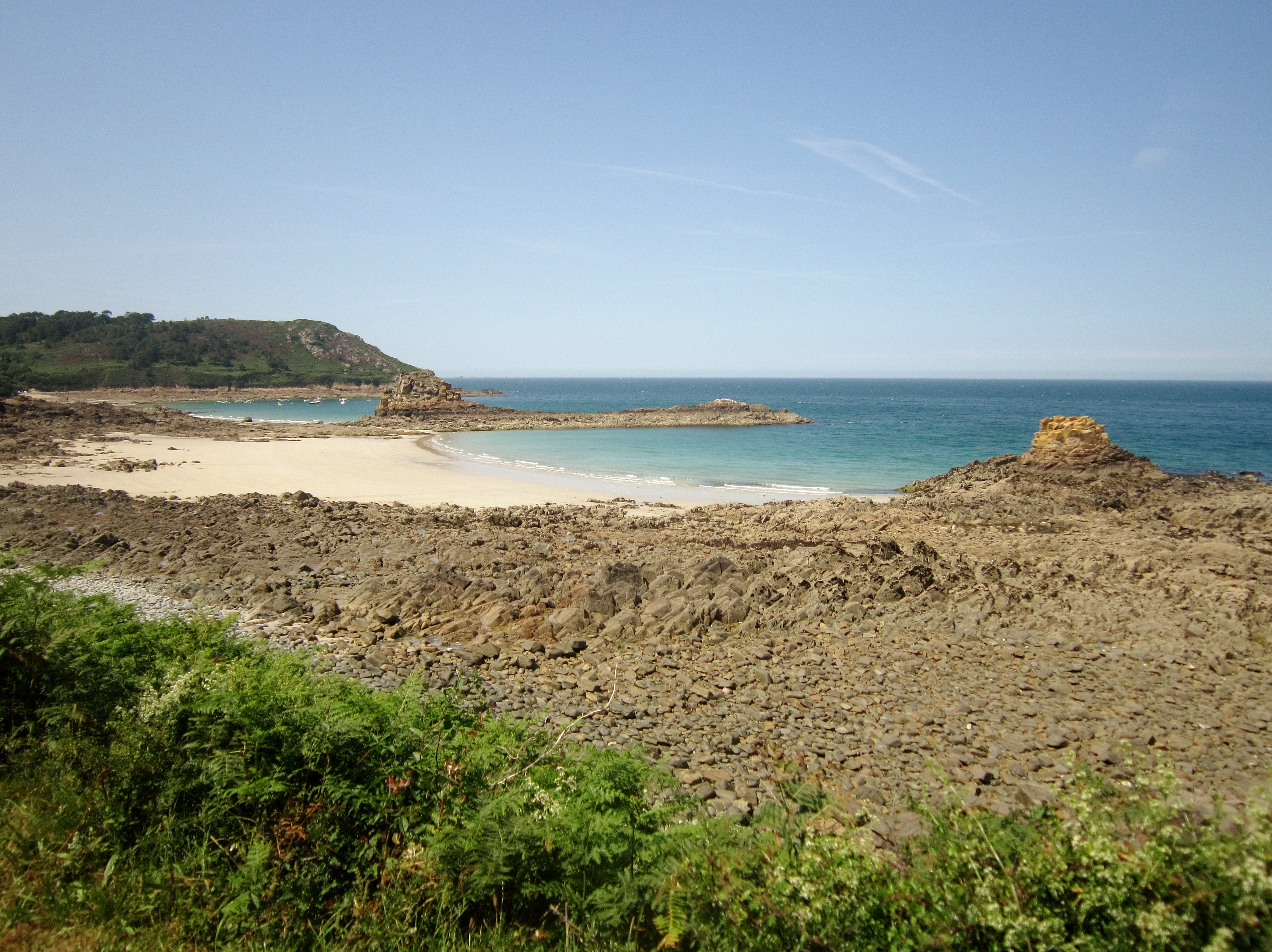
Vue de la baie à Guimaëc.

La baie de Lannion s'étend de la Pointe de Primel en Plougasnou à l'ouest à l'Île-Grande en Pleumeur-Bodou au nord. Son littoral concerne les communes de Plougasnou, Guimaëc et Locquirec dans le Finistère, de Plestin-les-Grèves, Saint-Michel-en-Grève (y compris la Lieue de Grève), Trédrez-Locquémeau, Loguivy-lès-Lannion, Trébeurden (incluant l'île Milliau et l'île Molène) et Pleumeur-Bodou dans les Côtes-d'Armor.

## Projet d'extraction de sable
En 2009 est annoncé un projet d'extraction de sable coquillier d'une dune sous-marine située en baie de Lannion. Un regroupement d'associations, Le Peuple des Dunes en Trégor, s'oppose au projet de la Compagnie armoricaine de navigation, de même que les intercommunalités de Morlaix et Lannion et les communes de Locquirec, Louannec, Perros-Guirec, Plestin-les-Grèves, Saint-Michel-en-Grève, Trédrez-Locquémeau, Tréduder, Ploumilliau, Plouzélambre et Pleumeur-Bodou, lesquelles demandent l'annulation de l'arrêté. L'abandon du projet est annoncé le 19 juin 2018 par Emmanuel Macron, qui, en tant que ministre de l’Économie, avait donné son feu vert au printemps 2015. Un jugement de janvier 2021 avait à nouveau déclaré légal l'arrêté autorisant l'extraction ; toutefois en janvier 2022 la Compagnie armoricaine de navigation annonce renoncer définitivement à l'exploitation des sables coquilliers en baie de Lannion. 